# Jakša Kušan (1931.)
Jakša Kušan (Zagreb, 23. travnja 1931. – Zagreb, 29. srpnja 2019.) bio je hrvatski novinar, publicist i nakladnik.

## Životopis
Jakša Kušan rodio se 1931. godine u Zagrebu. U Zagrebu je završio klasičnu gimnaziju. Pravo je studirao u Zagrebu i Beogradu, a međunarodne odnose na Londonskoj školi ekonomije i političkih znanosti.
U svibnju 1955. godine zbog političkih razloga otišao je u emigraciju, u London, gdje je djelovao sve do kraja 1990. godine. U siječnju 1958. godine sa skupinom mladih izbjeglica pokrenuo je mjesečnik Hrvatski bilten. U siječnju 1959. godine pokrenuo je mjesečnik Nova Hrvatska i bio mu glavnim i odgovornim urednikom, a članovi uredništva bili su: Gojko Borić (Austrija), Marija Korenić (Engleska), Zdenka Palić (Engleska), Aleksandar Perc (Engleska), Tihomil Rađa (Švicarska) i Tefko Saračević (Njemačka). Taj list izlazio je 32 godine, od 1974. godine kao dvotjednik.
Krajem 1990. godine vratio se u domovinu i zajedno s uredništvom pripremao izdavanje Nove Hrvatske ali zbog financijskih prilika nisu uspjeli. Poslije su, uz pomoć Matice hrvatske, pokušali izdavati list Hrvatski tjednik ali je nakon dva broja, izašlih za Božić i Novu godinu 1991./92., list zauvijek obustavljen.
Godine 2000. objavio je knjigu Bitka za Novu Hrvatsku. Bio je i predsjednikom Hrvatske matice iseljenika.
Umro je u Zagrebu 2019. godine, nakon duge i teške bolesti.

## Vanjske poveznice
Mrežna mjesta
- Kušan, Jakša, Hrvatski biografski leksikon